# Plectranthias exsul
Plectranthias exsul är en fiskart som beskrevs av Phillip C. Heemstra och Anderson, 1983. Plectranthias exsul ingår i släktet Plectranthias och familjen havsabborrfiskar. Inga underarter finns listade i Catalogue of Life.